# سازمان قضایی نیروهای مسلح
سازمان قضایی نیروهای مسلح بخشی از قوه قضائیه در ایران و تنها مرجع قضایی اختصاصی پیش‌بینی شده در قانون اساسی جمهوری اسلامی ایران می‌باشد که از دادسراها و دادگاه‌های نظامی تشکیل شده‌است.

## جایگاه قانونی
براساس اصل ۱۷۲ قانون اساسی جمهوری اسلامی ایران برای رسیدگی به جرایم مربوط به وظایف خاص نظامی یا انتظامی اعضاء ارتش، ژاندارمری، شهربانی (نیروی انتظامی) و سپاه پاسداران محاکم نظامی مطابق قانون تشکیل می‌گردد، ولی به جرایم عمومی آنان یا جرایمی که در مقام ضابط دادگستری مرتکب می‌شوند در محاکم عمومی رسیدگی می‌شود.

## ساختار سازمانی
دادستانی و دادگاه‌های نظامی بخشی از قوه قضائیه کشور و مشمول اصول مربوط به این قوه هستند. محاکم نظامی به دادگاه‌های نظامی یک و دو تقسیم می‌شوند. دادگاه‌های نظامی یک، به جرایمی که در قانون مجازات‌های شدیدتری دارند، رسیدگی می‌نماید. به‌جز تعدادی از آراء که مطابق قانون قطعی می‌باشد، سایر آراء دادگاه‌های نظامی قابل تجدیدنظر در دادگاه‌های نظامی یک و آراء دادگاه‌های نظامی یک، قابل اعتراض و تجدیدنظر در دیوان عالی کشور می‌باشد.

## رؤسای سازمان
- احمدرضا پورخاقان از ۹ آبان ۱۴۰۰ تاکنون[۳]
- شکرالله بهرامی از ۲۸ اردیبهشت ۱۳۹۵ تا ۹ آبان ۱۴۰۰[۴]
- محمدکاظم بهرامی از ۲۴ مرداد ۱۳۸۳[۵] تا ۲۲ فروردین ۱۳۹۵
- محمد نیازی از ۱۳۷۸[۶] تا ۲۴ مرداد ۱۳۸۳
- علی یونسی از ۱۳۷۲ تا ۱۳۷۸ [۷]
- علی رازینی از ۱۳۶۵ (تأسیس سازمان) تا ۱۳۷۲ [۸]

## حوزه فعالیت
صلاحیت‌های سازمان قضایی نیروهای مسلح بر اساس مصوبات مجلس شورای اسلامی، مجمع تشخیص مصلحت نظام و اجازه خاص از رهبر، رسیدگی به این موارد می‌باشد:
- جرایم خاص نظامی و انتظامی اعضاء نیروهای مسلح شامل ستاد کل، ارتش، سپاه پاسداران، فرماندهی انتظامی ، وزارت دفاع و سازمان بسیج مستضعفین [۹]
- جرایم مرتبط با وظایف پرسنل وزارت اطلاعات
- جرایمی که در حین تحقیقات و رسیدگی به جرایم خاص نظامی کشف می‌شود
- جرایم اسرای ایرانی و اسرای بیگانه در کشور

## سلسله‌مراتب کاری
رسیدگی در سازمان قضایی نیروهای مسلح دو مرحله‌ای بوده و به همین جهت پس از ارسال گزارش یا طرح شکایت از سوی مقامات ذی‌ربط یا مردم، ابتدا پرونده در دادسرای نظامی تشکیل و تحقیقات مقدماتی توسط بازپرسان و دادیاران، زیر نظر دادستان انجام می‌شود. در صورتی‌که دلایل کافی برای احراز وقوع بزه وجود داشته باشد، پرونده با صدور کیفرخواست به دادگاه نظامی ارسال می‌شود تا پس از انجام محاکمه، حکم مقتضی صادر گردد.
رسیدگی در دادسراها و دادگاه‌های نظامی بر اساس آیین دادرسی کیفری صورت پذیرفته و متهمین در تمامی مراحل رسیدگی می‌توانند از وکیل برخوردار شوند. سازمان قضایی نیروهای مسلح در حال حاضر در تمامی مراکز استان‌های ایران دارای دادسرا و دادگاه نظامی است که مسئولیت رسیدگی به جرایم ارتکابی در حوزه قضایی آن استان را برعهده دارند.